# Американ Радиатор-билдинг
Американ радиатор-билдинг, Американ-редиэйтор-билдинг (англ. American Radiator Building) — известный 23-этажный небоскрёб с многоярусной золоченой башней, расположенный по адресу Западная 40-я улица, дом 40, в Мидтауне, Манхэттен, Нью-Йорк, напротив Брайант-парка. Переименован в Американ стэндард-билдинг (англ. American Standard Building). Высота — 103 м (338 фута). Спроектирован архитекторами Рэймондом Худом и Жаком-Андре Фуиу. Сооружен в 1924 году для American Radiator Company, за пять лет до ее слияния со Standard Sanitary Manufacturing Company, в результате чего была образована American Radiator and Standard Sanitary Corporation, более известная как American Standard — крупный производитель сантехники.

## История. Описание
Структурная форма здания основана на незавершенном конкурсном проекте Элиэля Сааринена Трибьюн-тауэр, который дополнен необычным использованием цвета.

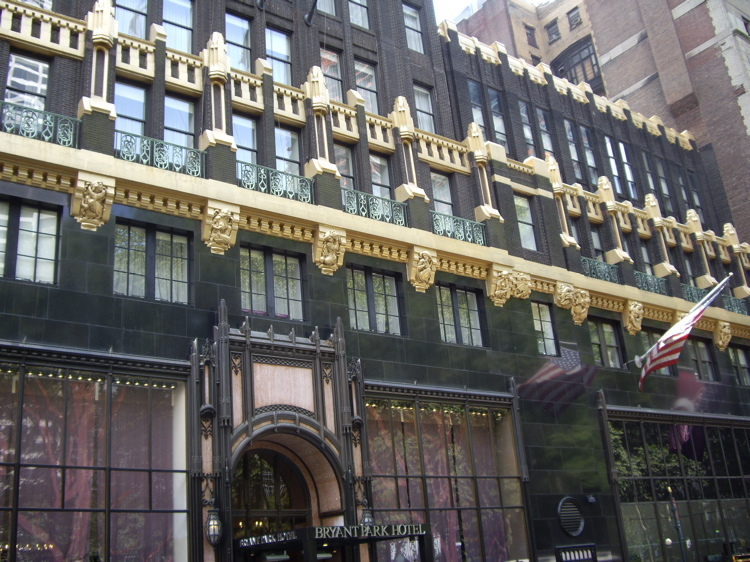
Фасад со стороны 40-й улицы

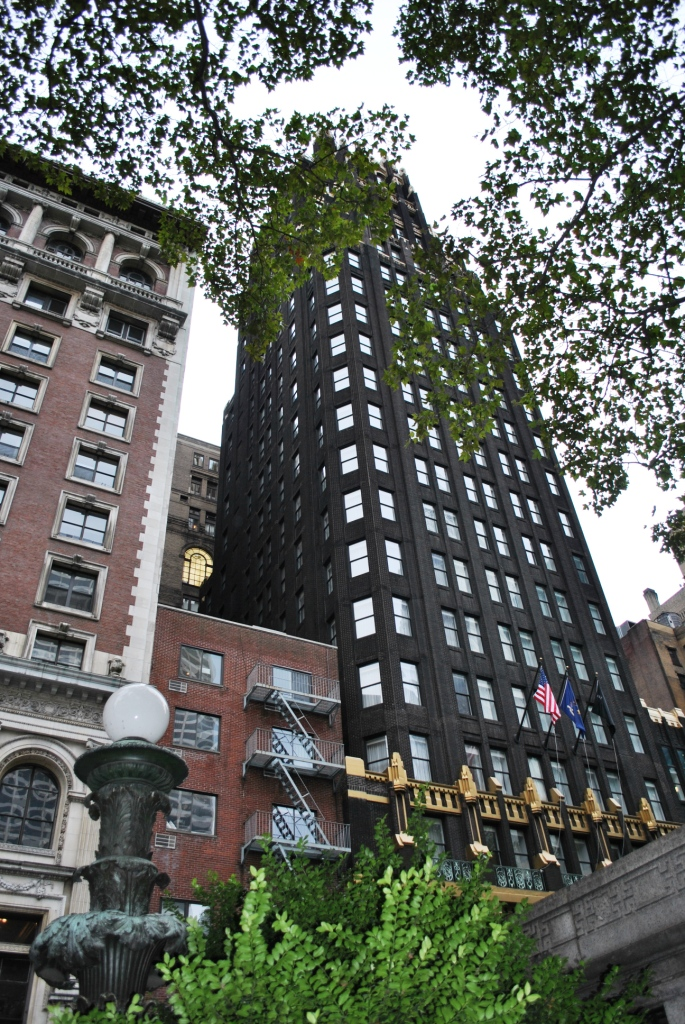
Вид с дороги.

В проекте здания архитекторы соединили элементы готического стиля и ар-деко. Черный кирпич на фасаде здания (символизирующий уголь) был выбран, чтобы дать ощущение прочности и придать зданию массивный вид. Другие части фасада были выполнены из позолоченного кирпича (символизирующими огонь), а вход был украшен мрамором и черными зеркалами. Худ использовали для украшения скульптуры и орнаменты работы Рене Пола Шамбеллана, который часто с ними сотрудничал.

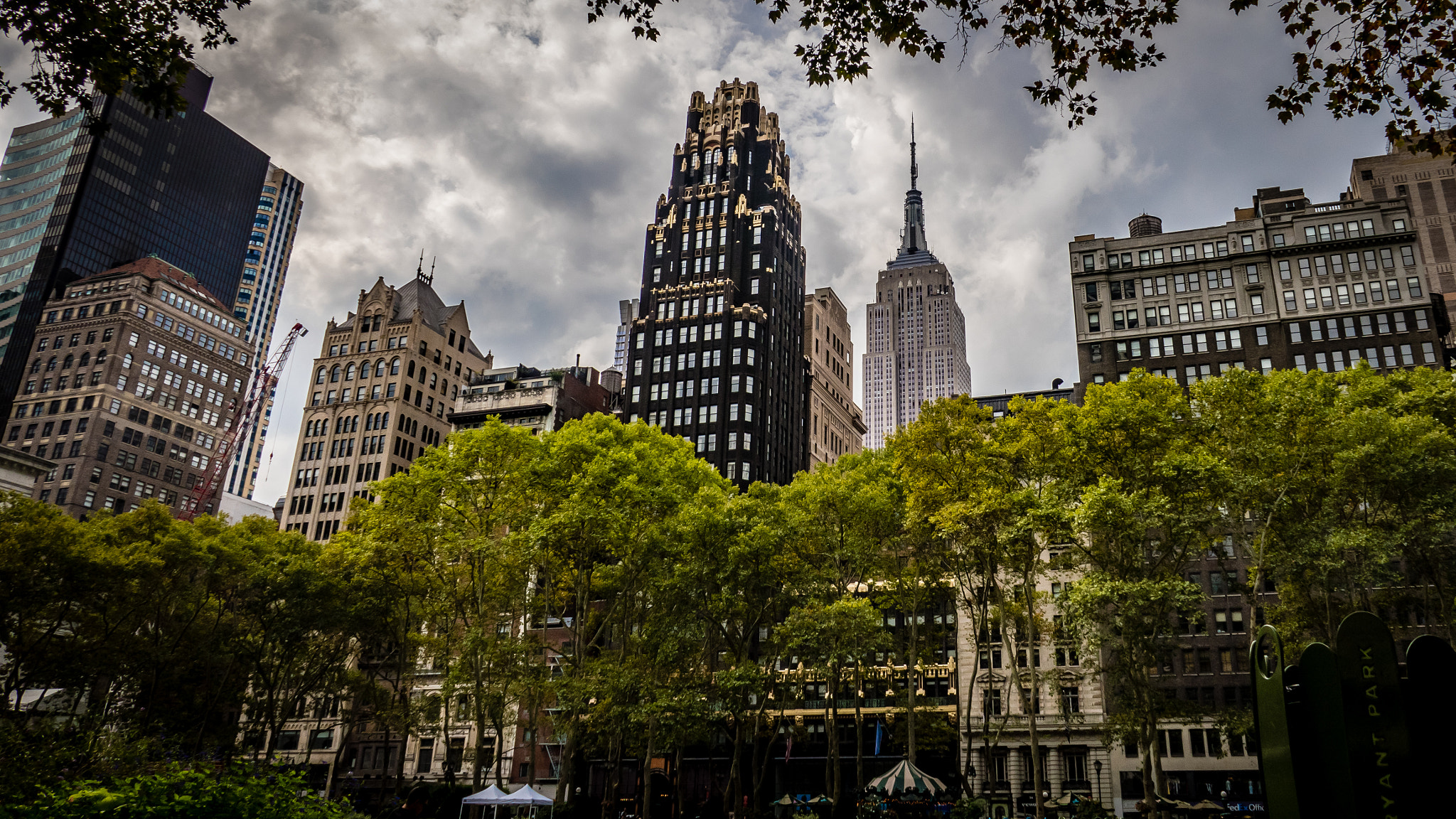
Вид на Американ редиэйтор билдинг со стороны Брайант-парка. Слева — здание Нью-Йоркской публичной библиотеки. На заднем плане — Эмпаир-стейт-билдинг

В 1988 году компания-преемник American Standard продала небоскреб японской фирме. В 1998 году здание было продано Филиппу Пилевски за 150 миллионов долларов. Три года спустя офисное здание было преобразовано в отель (англ. Bryant Park Hotel) со 130 номерами и театром.
Здание занесено в Национальный реестр исторических мест США. Наличие статуса архитектурного памятника требовало особого подхода к реновации. Часть предлагаемых изменений, например, большие окна комнаты для гостей, не были согласованы властями и воплощены. Здание изображено на известной картине Джорджии О’Киф — Radiator Building — Night, New York.